# Alegorie s Herkulem (Dossi, 1540)
Alegorie s Herkulem je obraz italského malíře Dossa Dossiho. Dílo je vzhledem k nejistému tématu známo také pod názvem Bambocciata či Čarování (v italštině Witchcraft Stregoneria). Dílo je alegorická prezentace hrdiny stojícího před volbou mezi obtížným, ale ctnostným životem, nebo lehkým, ale plytkým životem zhýralce. Z Gallerie Palatina v Paláci Pitti se do sbírek galerie Uffizi dostal obraz v roce 1950.

## Historie
Dosso Dossi namaloval obraz nedlouho před svou smrtí (zemřel roku 1542). V té době pracoval ve Ferrraře jako dvorní malíř. Objednatelem díla byl ferrarský vévoda Ercole II. ď Este. Ercolle byl tak trochu podivín, proto snad si přál od Dossiho obraz s lehce komickými podtóny, s karikaturně zkreslenými tvářemi a vlastní podobiznou v postavě Herkula jako starce.

## Popis
Ercole II. ď Este je v popředí zobrazen v postavě Herkula jako polonahý starý muž s věncem růží na hlavě a držící dvě koule, jednu pod rukou a druhou na nataženém provázku. Scéna se odehrává v temném interiéru, za parapetem, na kterém je položen talířek s pikantním sýrem a dvěma lusky, malý nůž a straka. Na stole na kterém je položen zřejmě orientální koberec je prostřeno k hostině. Dvě kurtizány vpravo mají propracované účesy. Na obraze je řada dalších erotických narážek – žena s mísou ovoce má zcela odhalená prsa, je vidět kozu jako znak chlípnosti. Před druhou ženou leží na stole maska jako symbol smyslné lásky a tamburína.
V pozadí jsou stojí čtyři mužské postavy: bělovlasý muž, který se z obrazu dívá na diváka, stojí vedle kozy – symbolu chlípnosti, zcela vlevo stojí muž s psíkem. Zdá se, že se všichni účastní pozorování počínání starého muže. Výrazy tváří jsou plné emocí, jsou to téměř karikatury. Bohatě oblečený muž uprostřed scény s posměchem ukazuje Herkulovi přeslici jako připomínku příběhu, kdy byl Herkules za trest otrokem v Lýdii a byl nucen převléknout se za ženu, spřádat vlnu a tkát, aby vyhověl kruté lýdické královně Omfalé. Dossi zobrazuje tyto bambocciady – syrové realistické výjevy ze života – zřejmě pod vlivem žánrové malby severských umělců. Obraz je však také mistrovskou parodií na hrubé a oplzlé radovánky zbohatlíků. Mytický charakter díla je zdůrazněn celkovým koloritem a obrazovou kompozicí.